# Acrobasis canella
Acrobasis canella is een vlinder van de familie van de snuitmotten (Pyralidae). De wetenschappelijke naam van deze soort is voor het eerst voorgesteld door Hiroshi Yamanaka in een publicatie uit 2003.
De soort komt voor in Japan (Honshu).